# Syzygium homichlophilum
Syzygium homichlophilum är en myrtenväxtart som beskrevs av Friedrich Ludwig Diels. Syzygium homichlophilum ingår i släktet Syzygium och familjen myrtenväxter. Inga underarter finns listade i Catalogue of Life.